# آمبروس اورلیوس
آمبروس اورلیوس (ویلزی: Emrys Wledig؛ لاتین: Ambrosius Aurelianus) در افسانه‌های شبه‌تاریخی انگلیسی و به‌ویژه در تاریخچه پادشاهان بریتانیا یک فرمانده نظامی رومی-بریتانیایی است که در جنگی مهم علیه آنگلوساکسون‌ها در قرن پنجم پیروز شد. در این افسانه‌ها او عموی شاه آرتور و برادر پدر ارتور، اوتر پندراگون، است که پیش از هر دوی آن‌ها می‌میرد.
گیلداس آمبروس را آخرین رومی می‌داند.